# Stanisław Lewicki (działacz społeczny)
Stanisław Lewicki (ur. 10 listopada 1854 w Bordziłówce, zm. 29 listopada 1933 w Ławkach) – polski działacz społeczny i niepodległościowy.

## Życiorys
Był synem Adama, uczestnika powstania styczniowego, właściciela majątków Ławki i Rogale, i Pauliny z Horeszkiewiczów. Miał dwie siostry Ludwikę i Marię oraz brata Kazimierza (1847–1902), pszczelarza, autora kilku pozycji książkowych, twórcy ula ramowego (ok. 1870 r.), który stał się pierwowzorem ula warszawskiego.
Ukończył z wyróżnieniem III Gimnazjum Filozoficzne w Warszawie. W 1878 roku zawarł związek małżeński z Anną Krupecką, córką warszawskiego kupca, uważanego za pierwowzór Wokulskiego z Lalki Bolesława Prusa.
W roku 1892 kupił zadłużony majątek swojego brata Kazimierza w Ławkach koło Łukowa.
Był jednym z organizatorów budowy pomnika Adama Mickiewicza w Warszawie (rosnące przy tym pomniku brzozy pochodzą z majątku Ławki). W 1902 roku pojechał do Petersburga zawieźć podanie o wprowadzenie nauki religii w języku polskim. W 1903 roku udał się ponownie do kancelarii carskiej. Podanie zostało przyjęte z obietnicą pomocy. Następstwem tej wizyty był ukaz carski z dnia 26 lutego 1903 roku, w którym zezwolono na naukę religii w języku polskim (nastąpiło to wkrótce po interwencji Lewickiego). W Warszawie zorganizował wiec – rozesłał, przy pomocy swojej rodziny i znajomych, 1500 zaproszeń. Wiec odbył się 19 lutego 1905 roku w Muzeum Przemysłu i Rolnictwa w Warszawie; wzięło w nim udział około 1000 osób.

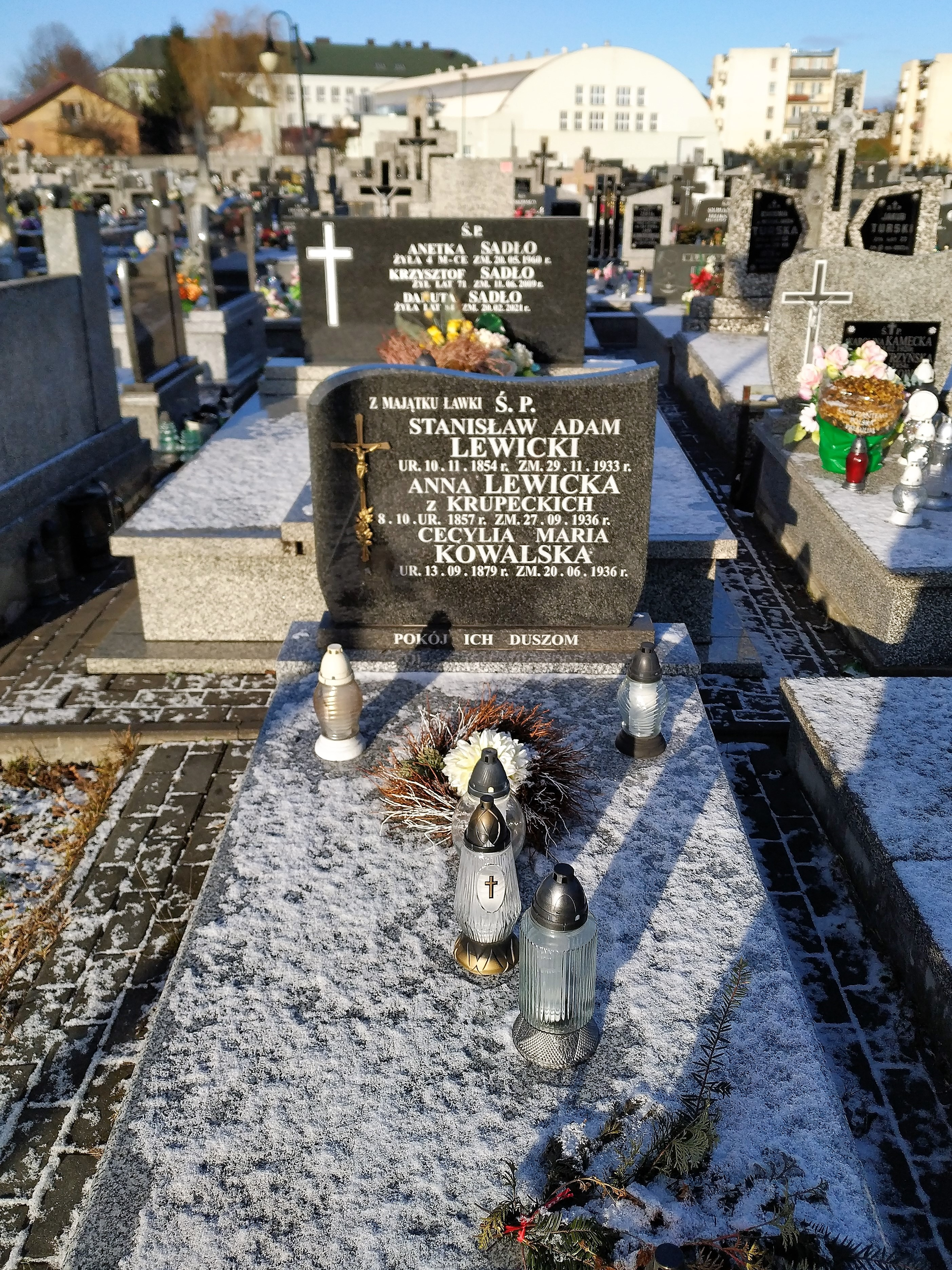
Grób Stanisława Lewickiego na cmentarzu św. Rocha w Łukowie

Po odzyskaniu przez Polskę niepodległości został radnym sejmiku powiatowego. Uczestniczył w pracach Akcji Katolickiej, był kolatorem kościoła pw. Przemienienia Pańskiego w Łukowie, wspierał finansowo sierociniec sióstr szarytek w Łukowie, współdziałał w przeniesieniu obrazu Matki Boskiej Kodeńskiej z Częstochowy do Kodnia. Za działalność na rzecz wprowadzenia nauki religii w języku polskim oraz za pracę na rzecz Kościoła katolickiego został odznaczony przez papieża Piusa XI orderem Pro Ecclesia et Pontifice.
W 1931 wydał w Łukowie swój pamiętnik pt. „Pamiętnik od r. 1897 do r. 1908 jako przyczynek do historii Odrodzenia Polski”.
Stanisław Lewicki zmarł na atak serca 29 listopada 1933 roku w wieku 79 lat. Jego pogrzeb stał się manifestacją, w której uczestniczyły m.in.: duchowieństwo, przedstawiciele władz, organizacje i młodzież szkolna.

## Rodzina
Żona – Anna Lewicka – została odznaczona orderem loterańskim; zmarła 27 września 1936 roku i została pochowana wraz z mężem na cmentarzu w Łukowie. Stanisław i Anna mieli siedmioro dzieci.

## Ordery i odznaczenia
- Krzyż Niepodległości – pośmiertnie 23 grudnia 1933 „za pracę w dziele odzyskania niepodległości”[1][2][3]

## Upamiętnienie
Jedna z ulic w Łukowie nosi imię Stanisława Lewickiego.